# アルビール
アルビール（أربيل ; Arbīl. Irbil, Erbilとも表記する、クルド語：هه‌ولێر, Hewlêr、ヘウレール）は、イラク北部の都市であり、クルド人自治区の主都。アルビール県の県庁所在地でもある。日本では「アルビル」と表記されることが多い。アラビア語・クルド語の口語の発音上においても、長母音が短母音化してアルビルに近く発音されることもある。

## 呼称
アルビールは先シュメール時代から人類が住み続けている。古い起源を持ち、かつ住民の民族構成や話した言葉が多様であるため、街の呼び名も、歴史的に用いられたものまで含めると、ラテン文字により表記して Irbilum, Urbilum, Urbel, Arbail, Arbira, Arbela, Erbil/Arbil のように数多い。

## 概要

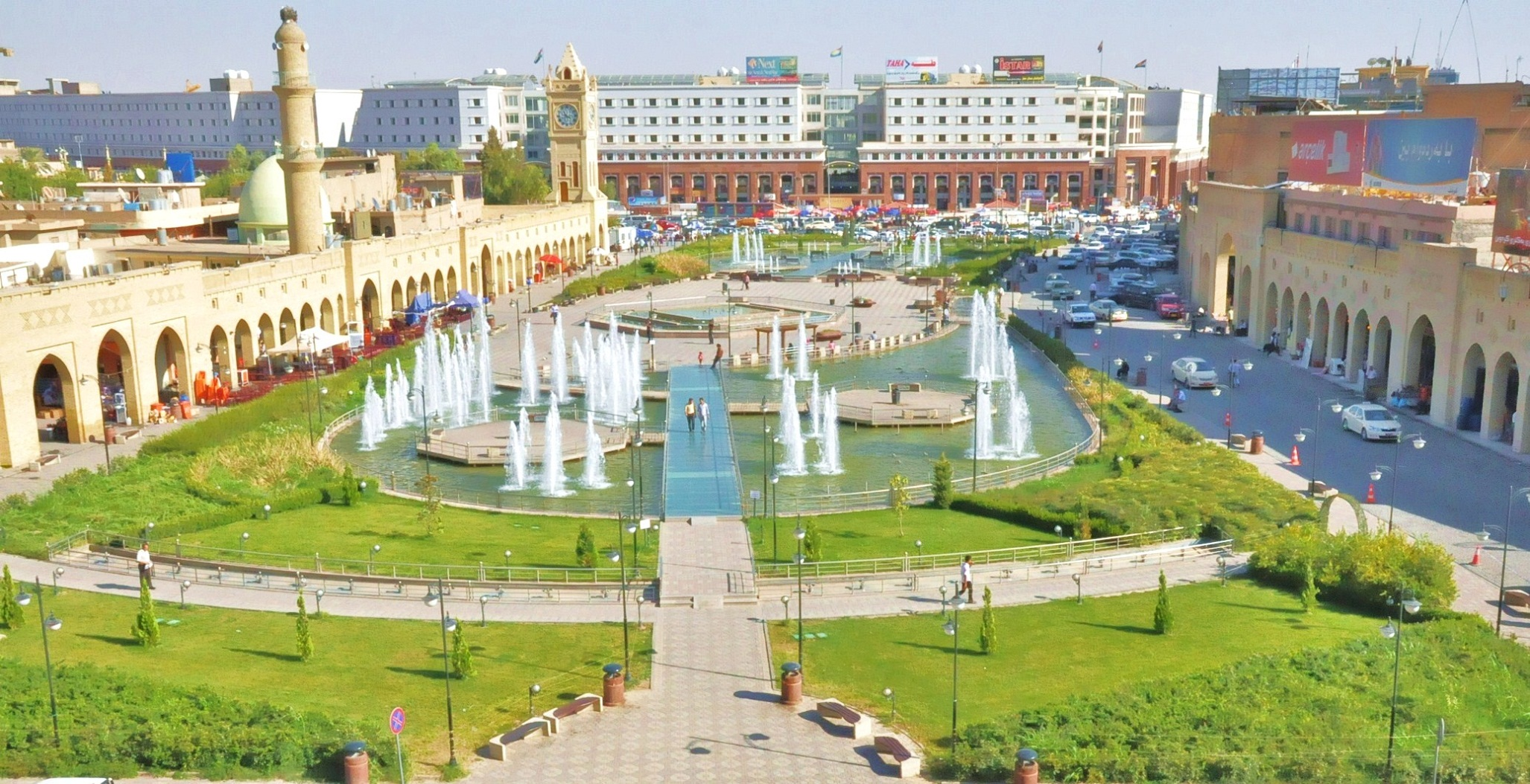
シタデル広場

アルビール県の県庁所在地であり、同県を含むクルド人自治区の主都でもある。推計人口は約161万人（2022年）。
古くはアルベラ（Arbela）と呼ばれ、紀元前331年にアレクサンドロス3世（大王）がダレイオス3世率いるアケメネス朝を破ったガウガメラの戦いの実際の主要な合戦場となった。また、紀元1世紀にはユダヤ教を受容したアッシリア人の国家アディアベネ王国の都が置かれていた。
2003年のイラク戦争でフセイン政権が崩壊し、2005年に連邦制を規定した新憲法が制定され、2006年にクルド自治政府が正式に発足して、アルビールがクルド人自治区の主都となる。
アルビールの旧市街の中心にはカラアトと呼ばれる古い城塞（アルビールの城塞）がある。そこから放射線状に街が伸び、同心円上にバイパス道路が通じている。旧市街地とは独立するかたちで、中心からやや離れた幹線道路沿いに新市街地が発展しており、高層ビルの建設ラッシュが続いている。

## 経済
爆弾テロの続く首都バグダードなどとは対照的に、治安が大幅に改善していることから、最近ではヨーロッパやアメリカ合衆国、トルコなどといった旧西側諸国をはじめとする外国企業の進出が相次ぎ、日本を含む各国企業がイラク進出の窓口としている。2017年1月1日には、市内に日本の領事事務所が開設された。
また、クルドの自治政府はイラク中央政府とは一線を画した独自の油田開発を進め、石油資源の輸出から得られる資金を背景に経済成長が続いている。中東屈指の商業都市ドバイのエマール・プロパティーズも開発に乗り出すなど「第2のドバイ」とも呼ばれている。

## 治安
以前は、多国籍軍やクルド人に対するアラブ過激派のテロが多く、2004年2月4日には109人が死亡する大規模な爆弾テロが起きている。2005年5月4日にも自爆テロが発生し、46人が死亡した。その後、自治区3州の治安はおおむね安定した状態が続いていたが、2007年5月9日には、アルビールの内務省前で、トラックに仕掛けられた爆弾によるテロが発生し、19人が死亡、70人が負傷した。
現在、クルディスタン地域の中でも、アルビール市については、クルド自治政府や主要政党、さらには各国領事館や外国企業など官民・国内外を問わない主要組織の拠点機能が集中しているため、市の出入口にあたる幹線道路には検問が敷かれ、市内の警備体制もクルド人自治区の他の地域と比較しても厳重になっている。また、住民の大半がイスラム教スンニ派のクルド人で宗派間対立が少なく、イラク国内の他地域とは異なりテロ事件の発生が限定的であるなど、情勢は比較的安定しており、治安が大幅に回復している。日本の外務省が発出するイラクに対する渡航情報（危険情報）においても、イラク国内の他地域は「退避を勧告します。渡航は延期してください」または「渡航の延期をお勧めします」であるのに対し、アルビール周辺は「渡航の是非を検討してください」と危険情報がやや緩和されている。
2011年7月には、池上彰がアルビルを訪問し、復興の様子や治安の改善ぶりを取材している。
2014年、過激派組織ISILの武力攻撃がアルビール近郊に及び、野砲による攻撃を受けるようになった。同年8月8日、アメリカ軍がISILに対して空爆を開始。空爆初日は、近郊に設置された野砲が攻撃対象となり、艦載機2機により撃破されている。
2015年4月17日には、在アルビールのアメリカ領事館の外側で自動車爆弾が爆発し、3人が死亡、5人が負傷した。この件に関してISILが犯行を認めている。
2021年2月、アメリカ軍基地の近くで武力攻撃があり民間人1人が死亡。同年9月11日にはアメリカ軍が駐留する空港近くで爆発物を積んだ無人機による攻撃があり、数度の爆発音があったが被害は生じなかった。

## 気候
ケッペンの気候区分では地中海性気候（Csa）に属する。夏はとても暑い一方、冬は湿潤である。降水量の最も多い月は1月である。
| Erbilの気候                                                                             | Erbilの気候 | Erbilの気候 | Erbilの気候 | Erbilの気候 | Erbilの気候 | Erbilの気候  | Erbilの気候 | Erbilの気候  | Erbilの気候  | Erbilの気候 | Erbilの気候 | Erbilの気候 | Erbilの気候   |
| 月                                                                                      | 1月         | 2月         | 3月         | 4月         | 5月         | 6月          | 7月         | 8月          | 9月          | 10月        | 11月        | 12月        | 年            |
| --------------------------------------------------------------------------------------- | ----------- | ----------- | ----------- | ----------- | ----------- | ------------ | ----------- | ------------ | ------------ | ----------- | ----------- | ----------- | ------------- |
| 最高気温記録 °C （°F）                                                                  | 20 (68)     | 27 (81)     | 30 (86)     | 34 (93)     | 42 (108)    | 44 (111)     | 48 (118)    | 49 (120)     | 45 (113)     | 39 (102)    | 31 (88)     | 24 (75)     | 49 (120)      |
| 平均最高気温 °C （°F）                                                                  | 12.4 (54.3) | 14.2 (57.6) | 18.1 (64.6) | 24 (75)     | 31.5 (88.7) | 38.1 (100.6) | 42 (108)    | 41.9 (107.4) | 37.9 (100.2) | 30.7 (87.3) | 21.2 (70.2) | 14.4 (57.9) | 27.2 (80.98)  |
| 日平均気温 °C （°F）                                                                    | 7.4 (45.3)  | 8.9 (48)    | 12.4 (54.3) | 17.5 (63.5) | 24.1 (75.4) | 29.7 (85.5)  | 33.4 (92.1) | 33.1 (91.6)  | 29 (84)      | 22.6 (72.7) | 15 (59)     | 9.1 (48.4)  | 20.18 (68.32) |
| 平均最低気温 °C （°F）                                                                  | 2.4 (36.3)  | 3.6 (38.5)  | 6.7 (44.1)  | 11.1 (52)   | 16.7 (62.1) | 21.4 (70.5)  | 24.9 (76.8) | 24.4 (75.9)  | 20.1 (68.2)  | 14.5 (58.1) | 8.9 (48)    | 3.9 (39)    | 13.22 (55.79) |
| 最低気温記録 °C （°F）                                                                  | −4 (25)     | −6 (21)     | −1 (30)     | 3 (37)      | 6 (43)      | 10 (50)      | 13 (55)     | 17 (63)      | 11 (52)      | 4 (39)      | −2 (28)     | −2 (28)     | −6 (21)       |
| 降水量 mm （inch）                                                                      | 111 (4.37)  | 97 (3.82)   | 89 (3.5)    | 69 (2.72)   | 26 (1.02)   | 0 (0)        | 0 (0)       | 0 (0)        | 0 (0)        | 12 (0.47)   | 56 (2.2)    | 80 (3.15)   | 540 (21.25)   |
| 平均降水日数                                                                            | 9           | 9           | 10          | 9           | 4           | 1            | —           | —            | 1            | 3           | 6           | 10          | —             |
| 平均降雪日数                                                                            | 1           | 0           | —           | 0           | 0           | 0            | 0           | 0            | 0            | 0           | 0           | —           | —             |
| % 湿度                                                                                  | 74.5        | 70          | 65          | 58.5        | 41.5        | 28.5         | 25          | 27.5         | 30.5         | 43.5        | 60.5        | 75.5        | 50.04         |
| 出典1：Climate-Data.org, My Forecast for records, humidity, snow and precipitation days |             |             |             |             |             |              |             |              |              |             |             |             |               |
| 出典2：What's the Weather Like.org, Erbilia                                             |             |             |             |             |             |              |             |              |              |             |             |             |               |

## 交通
市内にはアルビール国際空港があり、2003年のイラク戦争以降に自治権を認められたクルド人地域の空の玄関口となっている。2005年には、4,800mもの長大な滑走路や新しいターミナルビルを備えた新空港が開港した。さらに近年は外国企業の進出が増え、それに比例するように国際線の便数が年々増加している。かつてアルビール - キルクーク - バグダッドにメーターゲージの小型鉄道が存在したが、1988年に廃止となった。現在ではアルビールからモスル、ザフーを経てトルコに至る路線が計画されている。